# جام لوئیجی برلوسکونی
جام لوئیجی برلوسکونی یک بازی دوستانه می‌باشد که از سال ۱۹۹۱ برگزار می‌شود. این مسابقات بازی پیش فصل باشگاه آث میلان ایتالیا می‌باشد که هر سال بین باشکاه فوتبال آ. ث میلان ویک باشگاه دیگر صورت می‌گیرد. ۱۹ دوره این رقابت‌ها بین آ. ث میلان و یوونتوس بوده که سهم تیم میلانی ۹ برد و سهم تیم یوونتوس ۱۰ برد می‌باشد.

## مسابقه‌های نهایی
| ردیف. | تاریخ | برنده                                                                                           | نتیجه                        | بازنده                                                          |
| ----- | ----- | ----------------------------------------------------------------------------------------------- | ---------------------------- | --------------------------------------------------------------- |
| ۱     | ۱۹۹۱  | یوونتوس 18’ e 30’ پیرلویجی کاسیراگی                                                             | ۲ – ۱                        | آ.ث. میلان 23’ پائولو مالدینی                                   |
| ۲     | ۱۹۹۲  | آ.ث. میلان 4’ ژان-پیر پاپن                                                                      | ۱ – ۰                        | اینتر میلان                                                     |
| ۳     | ۱۹۹۳  | آ.ث. میلان 20’ مارکو سیمونه، ۲۳’ ژان-پیر پاپن، ۳۹’ زوونیمیر بوبان                               | ۳ – ۲                        | باشگاه فوتبال رئال مادرید 42’ میشل، ۵۵’ ایوان زامورانو (پنالتی) |
| ۴     | ۱۹۹۴  | آ.ث. میلان 67’ رود گولیت                                                                        | ۱ – ۰                        | بایرن مونیخ                                                     |
| ۵     | ۱۹۹۵  | یوونتوس                                                                                         | ۰ – ۰ وقت اضافه (۶–۵) پنالتی | آ.ث. میلان                                                      |
| ۶     | ۱۹۹۶  | آ.ث. میلان 83’ استفانو ارانیو                                                                   | ۱ – ۰                        | یوونتوس                                                         |
| ۷     | ۱۹۹۷  | آ.ث. میلان 54’ آندره کروز، ۶۰’ پاتریک کلایورت، ۶۲’ ژرژ وه‌آ                                      | ۳ – ۱                        | یوونتوس 31’ آنتونیو کونته                                       |
| ۸     | ۱۹۹۸  | یوونتوس 66’ e 85’ فیلیپو اینزاگی                                                                | ۲ – ۱                        | آ.ث. میلان 31’ الیور بیرهوف                                     |
| ۹     | ۱۹۹۹  | یوونتوس 26’ آلساندرو دل‌پیرو                                                                     | ۱ – ۰                        | آ.ث. میلان                                                      |
| ۱۰    | ۲۰۰۰  | یوونتوس 24’ دیوید ترزگه، ۶۵’ فیلیپو اینزاگی                                                     | ۲ – ۲ وقت اضافه (۷–۶) پنالتی | آ.ث. میلان 2’ جوزه ماری، ۳۵’ آندری شوچنکو (پنالتی)              |
| ۱۱    | ۲۰۰۱  | یوونتوس 5’ آلساندرو دل‌پیرو                                                                      | ۱ – ۱ وقت اضافه (۴–۳) پنالتی | آ.ث. میلان 85’ سرگینهو (پنالتی)                                 |
| ۱۲    | ۲۰۰۲  | آ.ث. میلان                                                                                      | ۰ – ۰ وقت اضافه (۳–۱) پنالتی | یوونتوس                                                         |
| ۱۳    | ۲۰۰۳  | یوونتوس 40’ آلساندرو دل‌پیرو، ۴۵’ مائورو کامرونزی                                                | ۲ – ۰                        | آ.ث. میلان                                                      |
| ۱۴    | ۲۰۰۴  | یوونتوس 46’ اولیورا                                                                             | ۱ – ۰                        | آ.ث. میلان                                                      |
| ۱۵    | ۲۰۰۵  | آ.ث. میلان 52’ کاکا (بازیکن فوتبال), ۷۶’ سرگینهو                                                | ۲ – ۱                        | یوونتوس 20’ پاتریک ویرا                                         |
| ۱۶    | ۲۰۰۷  | آ.ث. میلان 29’ فیلیپو اینزاگی، ۶۸’ کلارنس سیدورف، ۸۶’ پیر امریک اوبامیانگ                       | ۳ – ۲                        | یوونتوس 40’ پاول ندود، ۶۷’ آلساندرو دل‌پیرو                      |
| ۱۷    | ۲۰۰۷  | آ.ث. میلان 43’ فیلیپو اینزاگی، ۴۷’ فیلیپو اینزاگی                                               | ۲ – ۰                        | یوونتوس                                                         |
| ۱۸    | ۲۰۰۸  | آ.ث. میلان 21' مارک یانکولوفسکی، ۲۸' ماسیمو آمبروزینی، ۵۲' فیلیپو اینزاگی، ۷۹' ماسیمو آمبروزینی | ۴ – ۱                        | یوونتوس 70' کریستین پاسکویتو                                    |
| ۱۹    | ۲۰۰۹  | آ.ث. میلان 69' الکساندر پاتو                                                                    | ۱ – ۱ وقت اضافه (۶–۵) پنالتی | یوونتوس 26' دیاگو                                               |
| ۲۰    | ۲۰۱۰  | یوونتوس                                                                                         | ۰ – ۰ وقت اضافه (۵–۴) پنالتی | آ.ث. میلان                                                      |
| ۲۱    | ۲۰۱۱  | آ.ث. میلان 9' کوین پرنس بواتنگ ۲۳' کلارنس سیدورف                                                | ۲ – ۱                        | یوونتوس 57' میرکو ووچینیچ                                       |
| ۲۲    | ۲۰۱۲  | یوونتوس 13' کلودیو مارکیزیو ۴۲' آرتورو ویدال ۶۴' آلساندرو ماتری                                 | ۳ – ۲                        | آ.ث. میلان 9' 77' pen. روبینیو                                  |
| ۲۳    | ۲۰۱۴  | آ.ث. میلان 25' جامپائولو پاتسینی ۸۵' بوناونتورا                                                 | ۲ – ۰                        | سن لورنزو                                                       |

## باشگاه‌های رکورد دار
| باشگاه     | تعداد قهرمانی | سال‌های قهرمانی                                                                   |
| ---------- | ------------- | -------------------------------------------------------------------------------- |
| آ.ث. میلان | ۱۳            | ۱۹۹۲*, ۱۹۹۳*, ۱۹۹۴*, ۱۹۹۶، ۱۹۹۷، ۲۰۰۲، ۲۰۰۵، ۲۰۰۶، ۲۰۰۷، ۲۰۰۸، ۲۰۰۹، ۲۰۱۱، ۲۰۱۴* |
| یوونتوس    | ۱۰            | ۱۹۹۱، ۱۹۹۵، ۱۹۹۸، ۱۹۹۹، ۲۰۰۰، ۲۰۰۱، ۲۰۰۳، ۲۰۰۴، ۲۰۱۰، ۲۰۱۲                       |

## بهترین گلزنان
| نام             | باشگاه     | تعداد گل |
| --------------- | ---------- | -------- |
| فیلیپو اینزاگی  | آ.ث. میلان | ۷        |
| آلساندرو دل‌پیرو | یوونتوس    | ۴        |

## توضیحات
1. ↑  سال‌هایی که کنارشان ستاره دارد در آن سال‌ها باشگاه آ. ث میلان با تیمی غیر از یووتنوس بازی کرده‌است.